# Phua
Phua est un fils d'Issachar fils de Jacob et de Léa. Ses descendants s'appellent les Phuaïtes.

## Phua et ses frères
Phua a pour frères Thola, Jasub et Semron,,.

## Phua en Égypte
Phua part avec son père Issachar et son grand-père Jacob pour s'installer en Égypte au pays de Goshen dans le delta du Nil.
La famille des Phuaïtes dont l'ancêtre est Phua sort du pays d'Égypte avec Moïse,.